# Erioderma nilsonii
Erioderma nilsonii är en lavart som beskrevs av P. M. Jørg. & Arv. Erioderma nilsonii ingår i släktet Erioderma och familjen Pannariaceae.   Inga underarter finns listade i Catalogue of Life.